# Detectielus

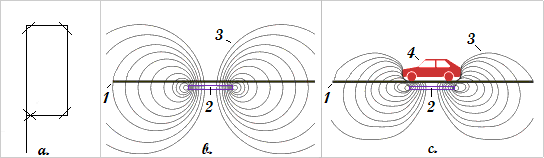
a. Lus lay-out, b. Onverstoorde toestand, c. Verstoorde toestand

Een detectielus is een inductielus van koperdraad verzonken in het wegdek, waarmee met behulp van elektronica een voertuig kan worden waargenomen. De detectielus werkt met de benodigde elektronica als een elektrische spoel en de aanwezigheid van het metaalhoudende voertuig op de lus verstoort het magnetisch veld. Die verstoring veroorzaakt een meetbare verandering in de wisselstroomeigenschappen van de detectielus.

## Terminologie
Het elektronisch apparaat wordt lusdetector genoemd.

## Toepassing

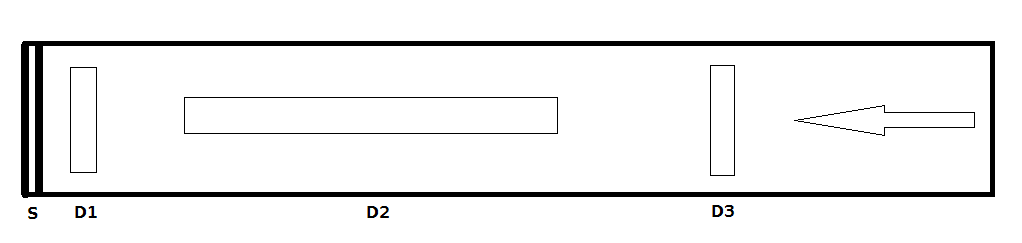
Voorbeeld van de ligging van detectielussen in het wegdek voor een verkeerslicht. De pijl geeft de rijrichting aan. S = stopstreep, D1 = koplus, D2 = lange lus, D3 = verweglus.

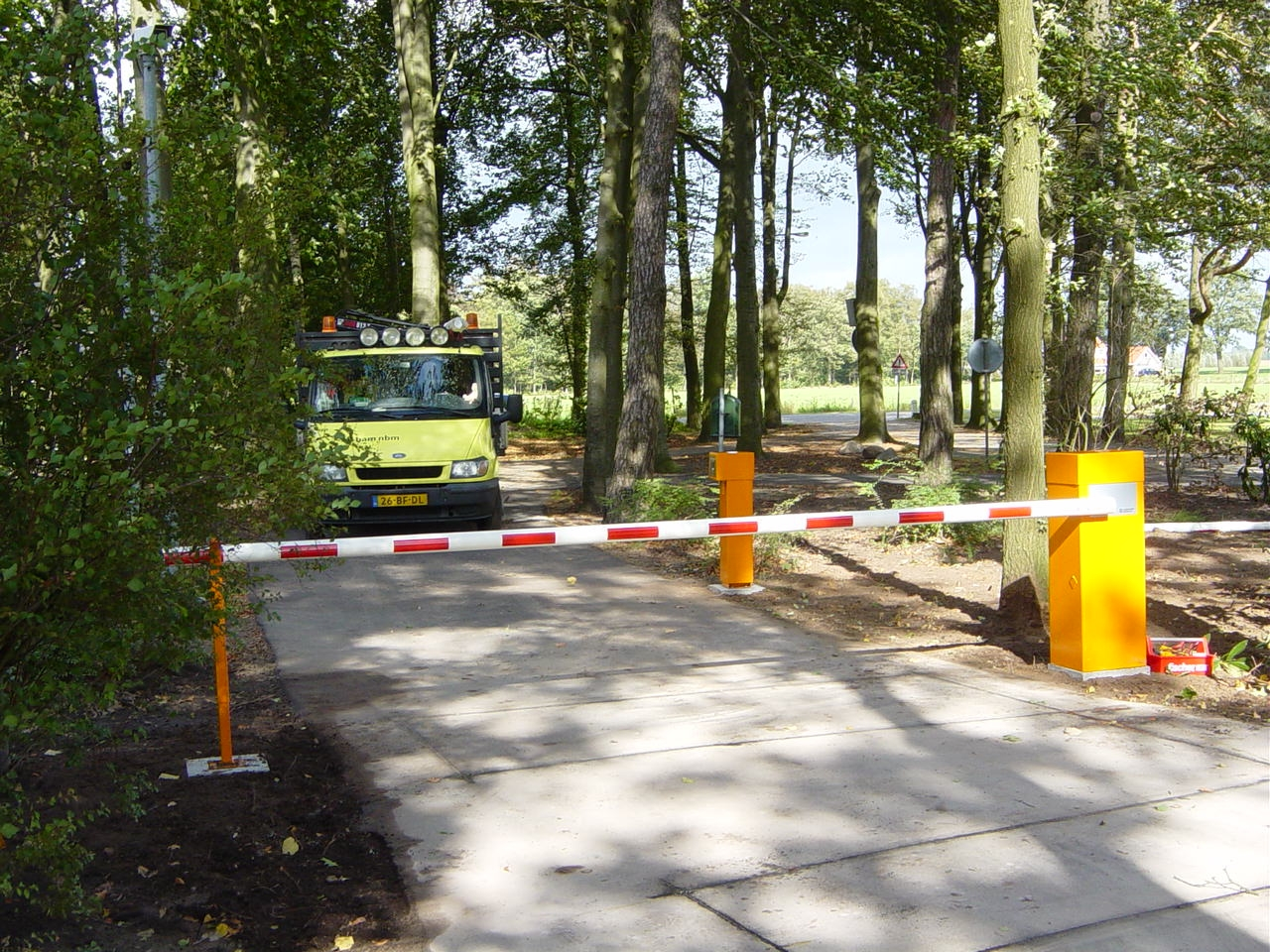
Slagboom met detectielussen

Detectie- of inductielussen worden gebruikt door een verkeerscentrum: bij verkeerslichten en op autosnelwegen. Door deze voertuigdetectors kunnen verkeersgegevens (verkeersintensiteit en -snelheid) verzameld worden om het verkeer te kunnen informeren en te adviseren.
Snelheid en intensiteit kunnen worden berekend door de lussen in een paar in de breedte van de rijstrook in te frezen, een zogenaamd luspaar. Dit op een gegeven afstand (bijvoorbeeld 2500 mm hartafstand) van elkaar. Door de tijd van het bezetten van de eerste lus tot het bezetten van de tweede lus te meten kan de snelheid (en richting) van het voertuig vastgesteld worden.
In Nederland worden de meeste verkeersregelinstallaties (VRI's) uitgevoerd volgens richtlijnen van de Initiatiefgroep Verkeersregeltechnici (IVER). De detectielus die het verst van het verkeerslicht is verwijderd, wordt de 'verweglus' genoemd. Deze detecteert dat er een voertuig nadert en doet de groenaanvraag. Dichter bij het verkeerslicht liggen vaak twee andere lussen, de 'lange lus' en de 'koplus'. Deze detecteren wanneer het laatste voertuig is gepasseerd en het verkeerslicht op geel en rood kan.
Er zijn ook eenvoudige toepassingen, het automatisch openen en/of sluiten van bijvoorbeeld een hek, deur of slagboom. Afhankelijk van de functie wordt gesproken over meldlussen, openlussen, sluitlussen en beveiligingslussen.

## Uitvoering
De lus wordt gemaakt door sleuven in het wegdek te frezen van bijvoorbeeld 10 mm breed en 40 mm diep in een rechthoekige lay-out en hier een of twee windingen van geïsoleerd koperdraad in te brengen. Nadat de lus is ingebracht wordt de sleuf met behulp van asfalt en kunsthars weer dichtgemaakt. Ook loopt er een rechte lijn naar de kant van de weg voor aansluiting met de elektronica in een kast in de berm. Deze lijnen zijn lange tijd zichtbaar totdat er een nieuwe slijtlaag wordt opgebracht.
Er bestaan ook plaklussen en prefab-lussen voor respectievelijk tijdelijk gebruik of lightrail. Detectielussen kunnen ook onder klinkers of tegels worden geplaatst. Bij toepassing in een grind- of puinbestrating wordt de lus geplaatst in een beschermingsframe van bijvoorbeeld glasvezel.

## Werking
Meestal wordt de lus als inductie (elektrische spoel) L samen met een condensator C opgenomen om een resonantiekring te vormen in een oscillatorcircuit. Deze schakeling oscilleert dan op de resonantiefrequentie van de LC-kring, circa 20 tot 100 kHz.
Wanneer een voertuig op de lus komt, wordt het wisselend magnetisch veld verstoord. Deze verstoring is complex: er is sprake van ander ferromagnetisch circuit dat de inductie in principe verbetert (en de resonantiefrequentie verlaagt), maar ook van wervelstromen die het magnetisch circuit verkleinen, waardoor de inductie verkleint (en de resonantiefrequentie verhoogt). De wervelstromen ontstaan in het metaal van het voertuig doordat het metaal als geleider door wisselende veldlijnen doorsneden wordt. De stromen zijn kortgesloten en aangezien rondom een stroomvoerende geleider magnetisme ontstaat, worden de oorspronkelijke veldlijnen als het ware weggeduwd. Dit verklaart de verkorting van het magnetisch circuit.
Uiteindelijk veranderen alle elektrische parameters (inductie, demping en dergelijke) qua impedantie een beetje bij een bezetting. Hierbij hebben de wervelstromen het grootste effect. De inductie wordt kleiner, dus de resonantiefrequentie wordt iets hoger. Hiermee moet de lusdetector een voertuig kunnen detecteren. Bij een onbezette lus gaat het om een spoel omgeven door asfaltbitumen op een onderlaag van (ijzerhoudende) aarde. Asfalt is een plastisch materiaal, dat soms nat is van de regen, soms droog, soms koud, soms gloeiend heet. Deze omgevingsveranderingen geven ook verstoringen. Een goede lusdetector moet kunnen discrimineren tussen een verandering veroorzaakt door de omgeving en een verstoring door een voertuig.
In de lusdetector is er vaak een mogelijkheid om de resonantiefrequentie te verstemmen om interferentie van nabijgelegen lussen te minimaliseren. Voor de Nederlandse situatie geldt ook nog dat een fiets een minimale verstoring geeft, maar ook als een voertuig moet worden gedetecteerd.

## Divers
- De lus die het verst van de stopstreep ligt, dient voor het aanvragen van groen licht. Weggebruikers menen vaak dat om vlot bediend te worden van groen licht, ze zo snel mogelijk in de voorste lus moeten gaan staan met hun voertuig, onwetend dat de verweglus de eigenlijke groenaanvraag doet. Vroeger was er bij gebruik van slechts een detectielus vlak voor de stopstreep een bord met de aanwijzing 'oprijden tot de stopstreep'. In 50 km/uur-gebieden worden voor verkeerslichten vaak diagonaal over de rijstrook liggende detectielussen toegepast, die van rechtsvoor schuin naar linksachter lopen voor onder andere de detectie van motorfietsen.

- Met een luspaar kan de snelheid worden berekend, zie par. Toepassing. Met deze informatie over de snelheid kan ter plekke gesignaleerd worden; de bekende “U rijdt te snel” signalering is er een voorbeeld van. De meting is echter door verschillende oorzaken onnauwkeurig. Dit kan opgemerkt worden door met behulp van een gps-systeem.

- Er kan met dit systeem beslist geen snelheidsovertreding worden vastgesteld vanwege de onnauwkeurigheid. Een van de oorzaken van de onnauwkeurigheid is dat de onderkant van een voertuig niet vlak is. Het systeem kan wel worden toegepast voor andere vormen van verkeershandhaving. Meestal in combinatie met roodlichtcamera's en mogelijk met trajectcontrolesystemen.